# Europsko prvenstvo u košarci za žene – SSSR 1952.
Europsko prvenstvo u košarci za žene 1952. godine održalo se u Rusiji u SSSR-u 1952. godine.